# Собор Равелло
Собор Равелло (італ. Duomo di Ravello), присвячений Внебовзяттю Діви Марії, знаходиться на однойменній площі в Равелло. У липні 1918 року папа Бенедикт XV підвищив його ранг до малої базиліки.

## Архітектура

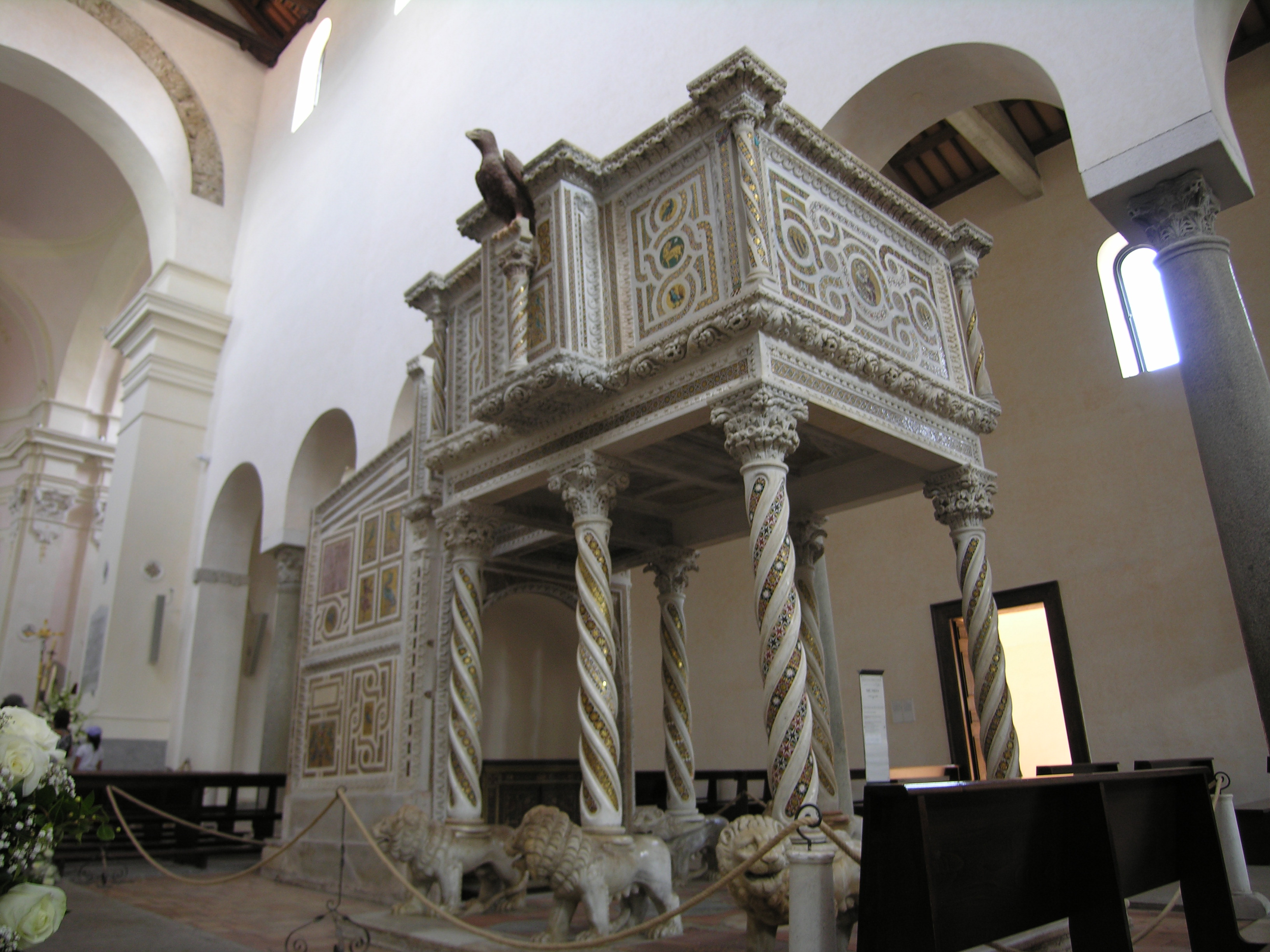
Собор Равелло, амвон Євангелія (XIII ст., Ніколо Бартоломео з Фоджі)

Закладений у 1086–1087 роках за подобою абатства Монтекассино: з того періоду походять архітрави трьох дверей фасаду.

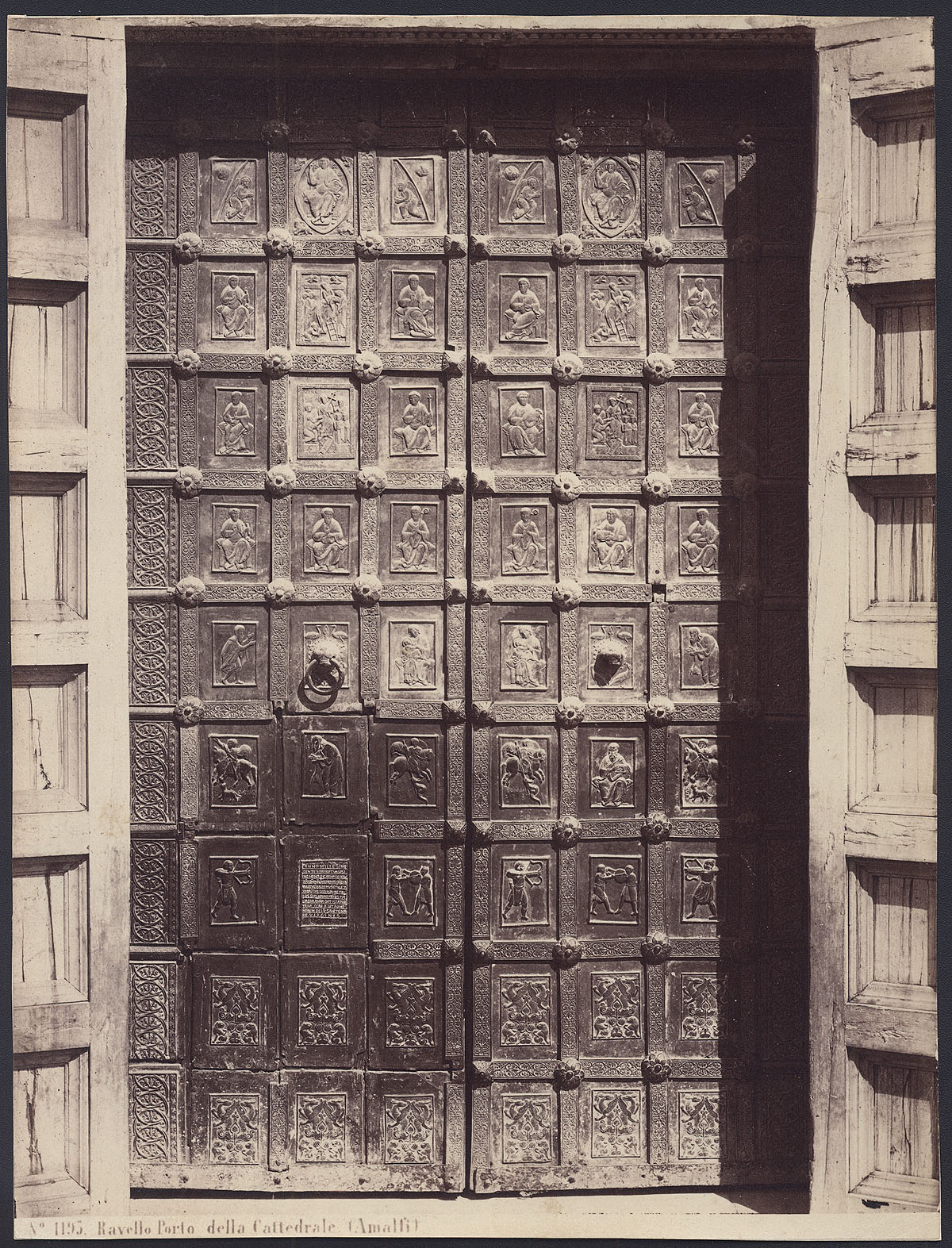
Двері собору

Примітним є центральний вхід із бронзових плит, створений Барісано з Трані, датований 1179 роком, подарований Сергіо Мускеттола, чоловіком Сігільгайди Піронті. Напис на центральній плиті третього ряду знизу лівої стулки дверей:
Anno millesimo centesimo septuagesimo nono Incarnacio Iesu Christo Domino Nostro memento Domine famulo tuo Sergio Musetule et uxori sue Sicligaude et filiis suis Mauro et Iohannes et filia sua Anna qot ista porta facere agit ad honorem Dei et Sancte Marie Virginis
(Пам'ятай, Господи, раба свого Сергіо Мускеттола та його дружину Сігільгайду та його синів Мауро та Джованні, та його доньку Анну, оскільки він зробив ці двері в 1179 році від Втілення Господа нашого Ісуса Христа на честь Господа і Святої Діви Марії).
В Італії залишилося усього менше двох десятків бронзових церковних дверей, троє з яких роботи Барісано з Трані.
Двоповерхова дзвіниця з біфоріями та переплетеними арками, зведена в XIII столітті.
В XVIII столітті було знесено ґанок перед фасадом (зараз залишаються чотири колони). У тому ж столітті, оздоблення інтер'єру було змінено й додано барокову ліпнину, яка зараз видалена (збережена лише в трансепті).
Усередині є два амвони з мармуровими інкрустаціями один напроти одного: праворуч — амвон Євангелія, роботи Нікола Бартоломео з Фоджі (1272) у стилі косматеско, а праворуч — інший, візантійського походження, із зображенням біблійної сцени про пророка Йона і морське чудовисько, подарована другим єпископом Равелло.
У каплиці сімнадцятого століття ліворуч від пресбітерію з боковим входом з вул. Ріхарда Вагнера, слідуючи традиції, зберігається ампула крові Святого Пантелеймона - реліквія, наявна в Равелло вже в 1112 році, яка щороку являє чудо: стає рідкою. Кажуть, що кров стає рідкою щороку 27 липня на річницю мученицької смерті Святого.

## Музей собору Равелло

### Музей будівництва
Музей розміщено в крипті. Тут знаходиться колекція стародавніх кам'яних матеріалів, римських урн і християнських реліквій.
Особливий інтерес представляють кілька вцілілих елементів середньовічного бестіарію, які були компонентами первісного ківорію (1279) собору, роботи Маттео Нарні, подарунок Маттео Руфоло (був знятий у 1773 році через його поганий стан): ківорій поміщено на чотирьох колонах з коринфськими капітелями, які підтримують декоровані мозаїкою архітрави і символізують чотирьох євангелістів. Над ним стояв купол з двома рядами колон: першим на 24 і другим на 16 малих колон. Кругла мозаїка Агнець Божий очолює фронтон. Орла, символу євангеліста Іоана, до 1973 року не  було на головному вході собору.
Мармуровий бюст роботи Нікола Бартоломело з Фоджі зроблено в минулому на вході до амвона Євангелія. Різні джерела визначають, що скульптура зображає Сігільгайту Равелло, яка була дружиною Ніколо Руфало, який був скарбником та банкіром Чарльза Анжуйського, або алегорію церкви, покровителькою якої була Сігільгайта Равелло, або персоніфікацією міста на пагорбі-Равелло в образі Тіхе або Фортуни як символу розквіту міста. Інші джерела стверджують, що скульптура зображує Мадонну або Джованну, королеву Неаполя. Намісник Педро Толедський, вражений красою скульптури, у 1540 наказав перевезти її до Неаполя, звідки її було повернуто після скарг раввелян.
Середньовічна скульптура соколятника (XIII століття), виконана в античному стилі Федеріко II.

### Пінакотека середньовічного та сучасного мистецтва
Доступ до пінакотеки в лівому нефі собору.
Експонати включають картини з XVI по XIX століття з колишніх прибудов собору та довколишніх церков: включаючи роботи Giovanni Filippo Criscuolo, Giovanni Angelo, Giovanni Antonio D'Amato.
Серед творів сучасного мистецтва пінакотеки:
- Йов, бронза, робота Франческо Мессіна, 1934[4]
- Christus Patiens, кераміка раку роботи Carlo Previtali, 2010
- Annunciata, глазурована теракота роботи Valerio Pilon
- Благочестя, теракота роботи Valerio Pilon